# Гросс-Пойнт-Парк (Мічиган)
Гросс-Пойнт-Парк (англ. Grosse Pointe Park) — місто (англ. city) в США, в окрузі Вейн штату Мічиган. Населення — 11 595 осіб (2020).

## Географія
Гросс-Пойнт-Парк розташований за координатами 42°22′26″ пн. ш. 82°55′24″ зх. д. / 42.37389° пн. ш. 82.92333° зх. д. (42.373949, -82.923438).  За даними Бюро перепису населення США в 2010 році місто мало площу 9,61 км², з яких 5,62 км² — суходіл та 3,99 км² — водойми.

## Демографія
Згідно з переписом 2010 року, у місті мешкало 11 555 осіб у 4516 домогосподарствах у складі 3182 родин. Густота населення становила 1202 особи/км².  Було 4997 помешкань (520/км²).
Расовий склад населення:
| - 85,0 % — білих - 10,5 % — чорних або афроамериканців - 1,8 % — азіатів - 0,2 % — корінних американців |

До двох чи більше рас належало 1,9 %. Частка іспаномовних становила 2,5 % від усіх жителів.
За віковим діапазоном населення розподілялося таким чином: 26,5 % — особи молодші 18 років, 60,7 % — особи у віці 18—64 років, 12,8 % — особи у віці 65 років та старші. Медіана віку мешканця становила 41,8 року. На 100 осіб жіночої статі у місті припадало 93,9 чоловіків;  на 100 жінок у віці від 18 років та старших — 91,2 чоловіків також старших 18 років.
Середній дохід на одне домашнє господарство  становив 138 616 доларів США (медіана — 95 179), а середній дохід на одну сім'ю — 164 241 долар (медіана — 125 737). Медіана доходів становила 101 132 долари для чоловіків та 60 853 долари для жінок. За межею бідності перебувало 6,1 % осіб, у тому числі 5,1 % дітей у віці до 18 років та 5,2 % осіб у віці 65 років та старших.
Цивільне працевлаштоване населення становило 5635 осіб. Основні галузі зайнятості: освіта, охорона здоров'я та соціальна допомога — 30,2 %, науковці, спеціалісти, менеджери — 14,4 %, виробництво — 12,7 %.